# Myrsine seguinii
Myrsine seguinii là một loài thực vật có hoa trong họ Anh thảo. Loài này được H. Lév. mô tả khoa học đầu tiên năm 1914.

## Hình ảnh

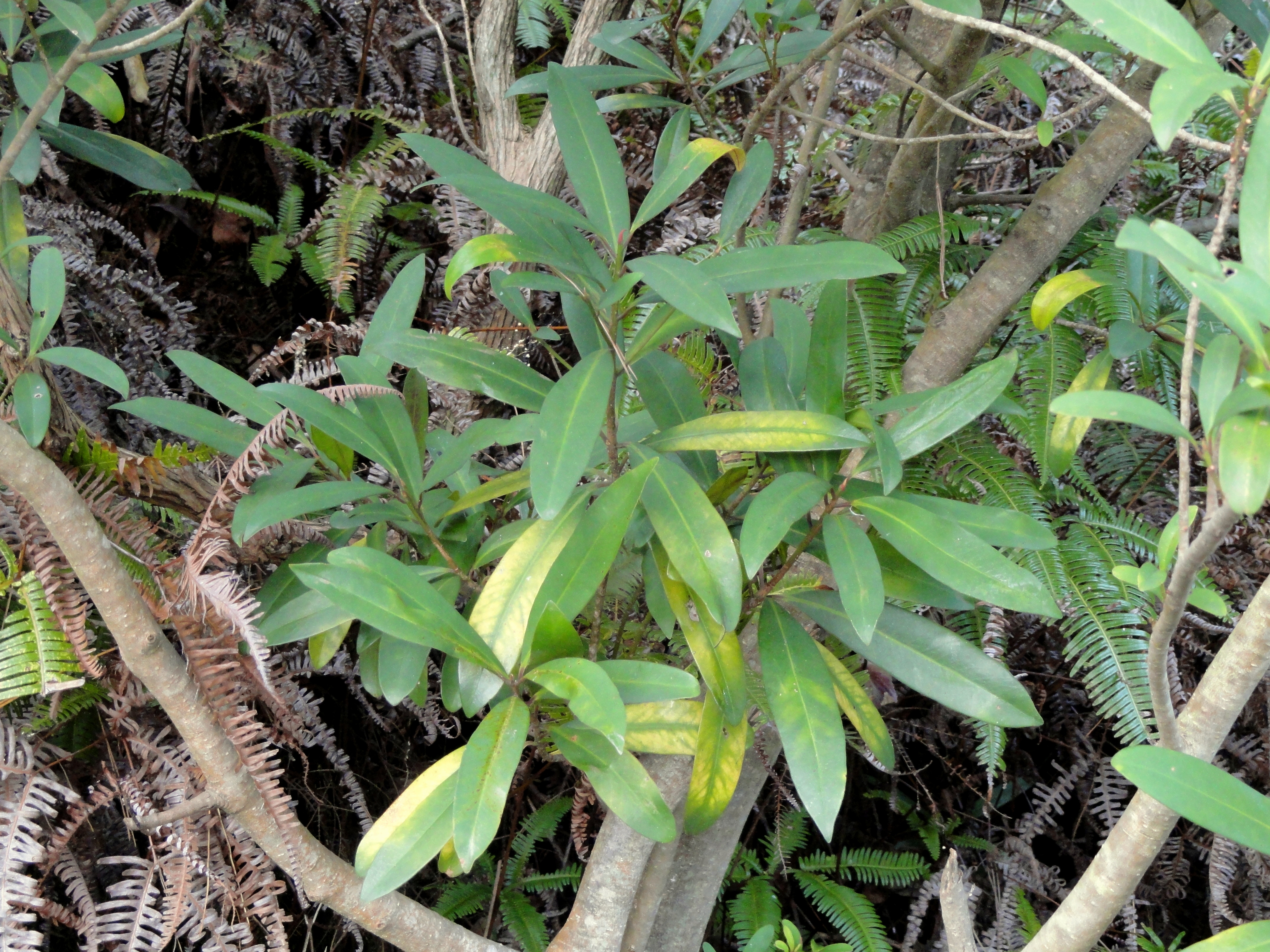
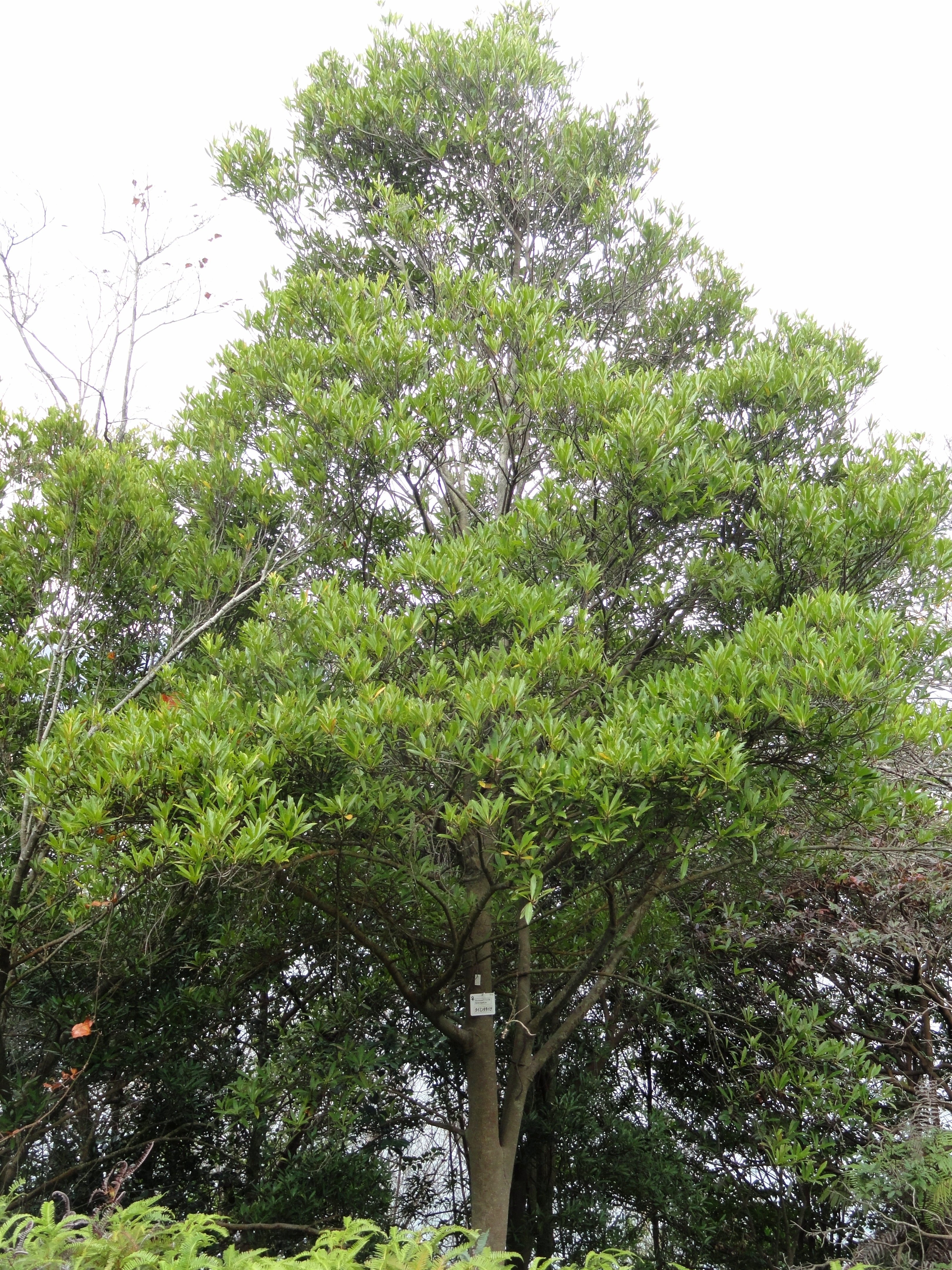